# Karner Zellerndorf

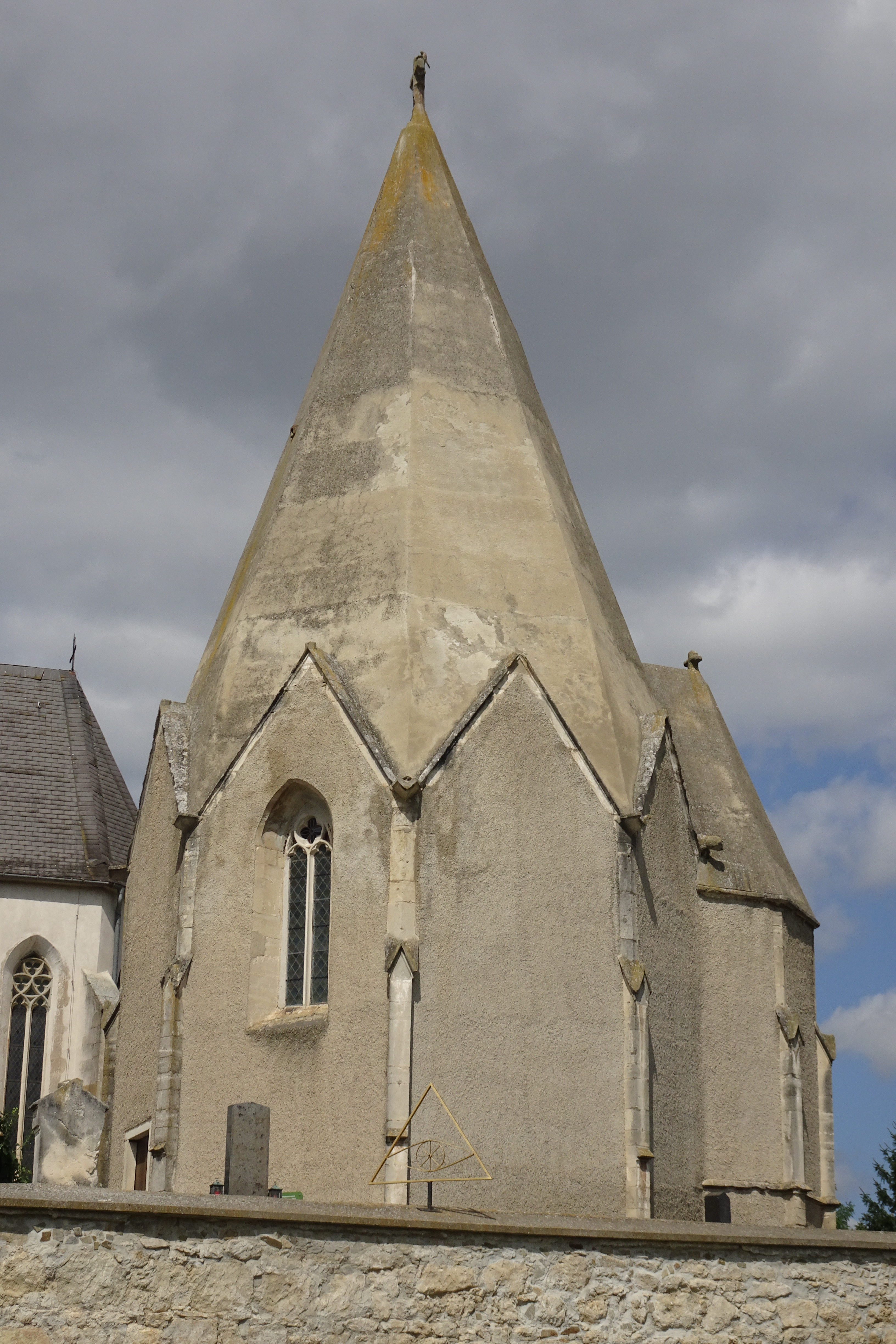
Der Karner

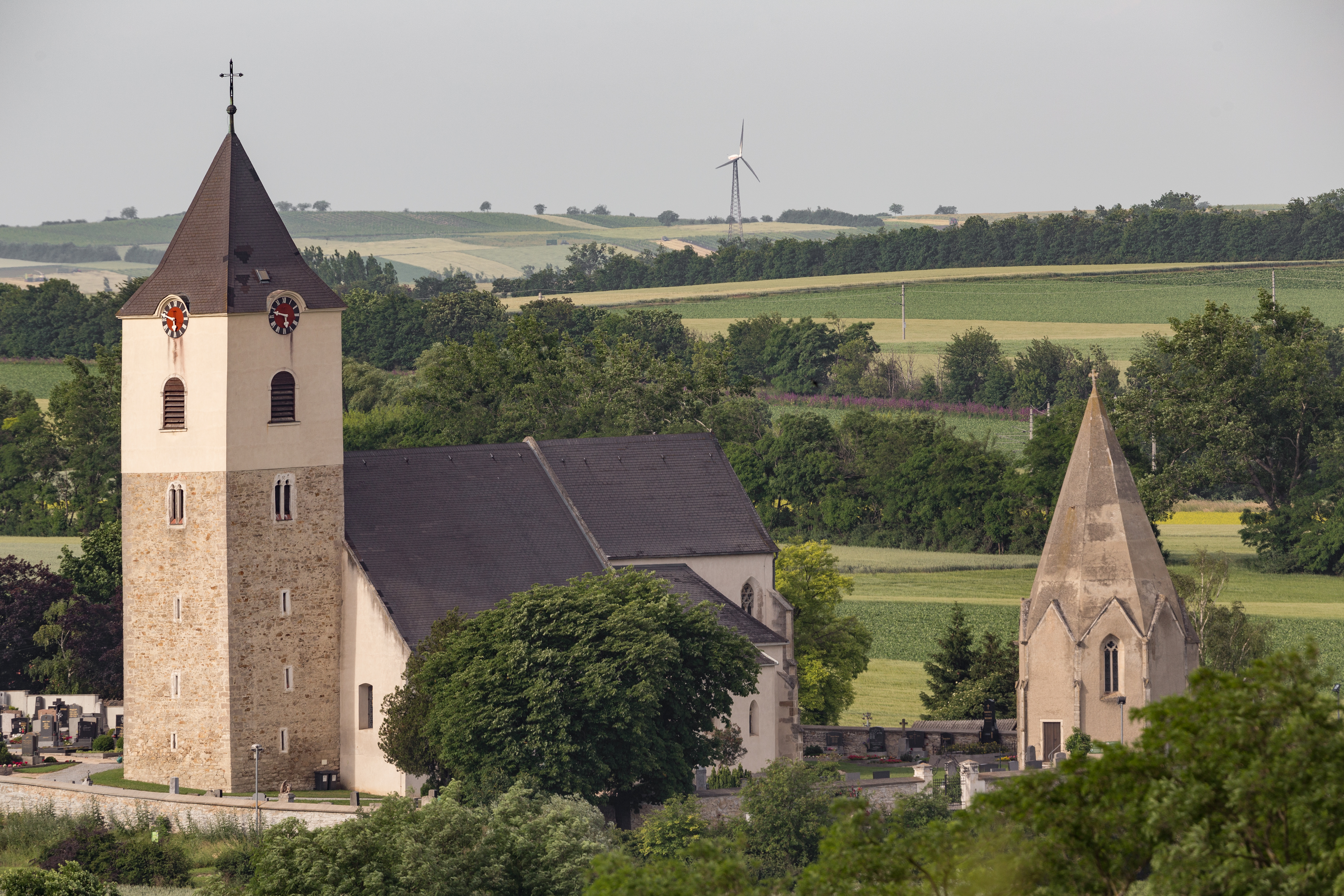
Lage neben der Pfarrkirche

Der Karner Zellerndorf steht südöstlich der Pfarrkirche Zellerndorf in der Marktgemeinde Zellerndorf im Bezirk Hollabrunn in Niederösterreich. Der Karner steht unter Denkmalschutz (Listeneintrag).

## Geschichte
Der Karner entstand im zweiten Viertel des 14. Jahrhunderts.

## Architektur
Der oktogonale Bau hat ein durch Blendgiebel abgesetztes Pyramidendach und eine kleine polygonale geostete Apsis, die abgetreppten Strebepfeiler haben Wasserschläge, es gibt ein vermauertes Portal mit einer profilierten Laibung, in der Apsis gibt es ein Spitzbogenfenster mit Dreipassmaßwerk.
Das Innere des Karner zeigt ein achtseitiges kuppeliges Kreuzgratgewölbe auf schlanken Diensten mit Knospenkapitellen, die Apsis hat einen Fünfachtelschluss und Dienste bis zur halben Raumhöhe.

## Ausstattung
Das barocke Ölbild Krönung Mariens aus dem ersten Viertel des 18. Jahrhunderts, dem Umkreis von Martino Altomonte zugeschrieben, wurde als ehemaliges Hochaltarblatt der Pfarrkirche Zellerndorf hierher übertragen.